# Đèn hồ quang

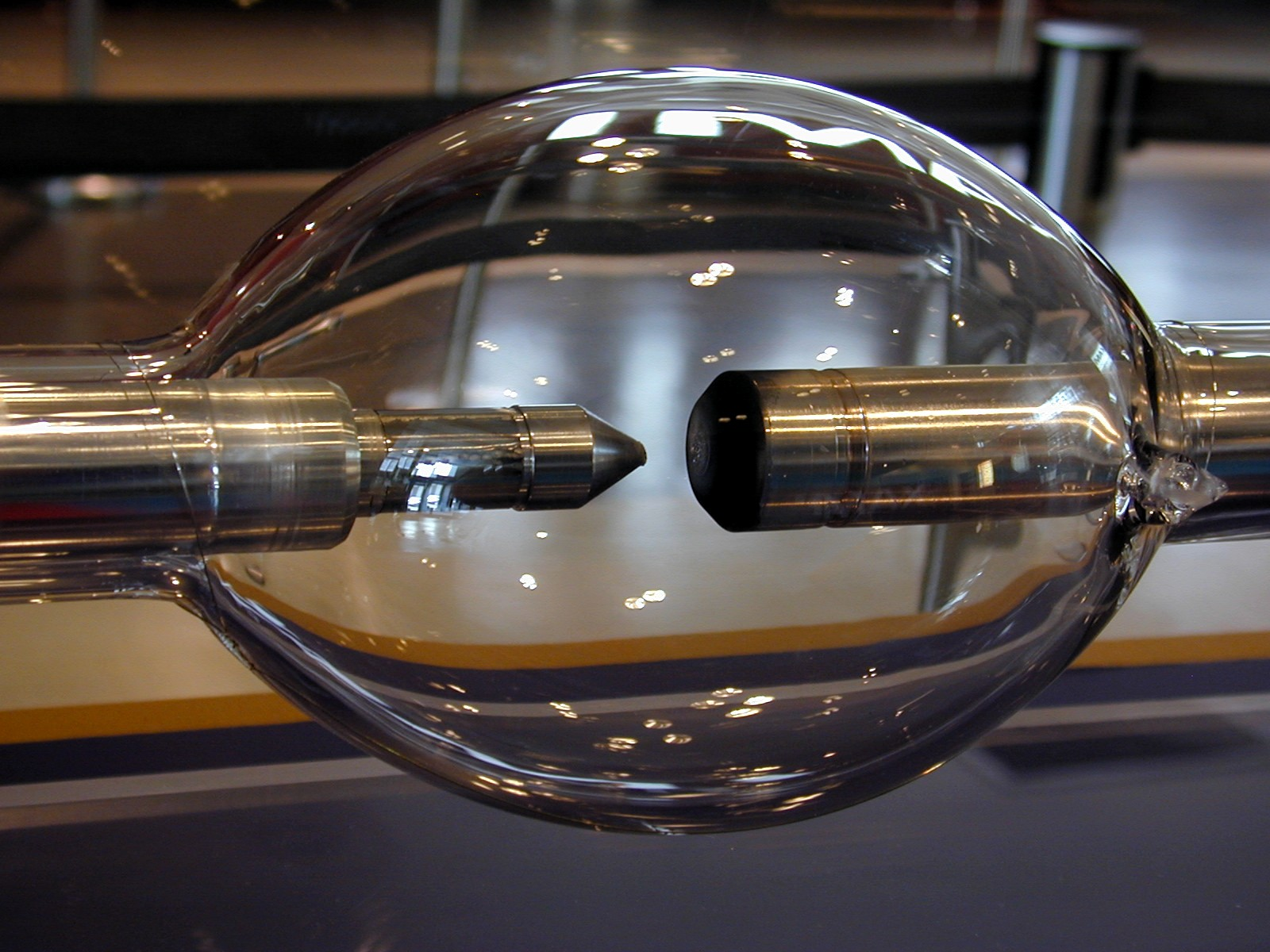
Đèn hồ quang ngắn xenon 15 kW được sử dụng trong hệ thống chiếu IMAX.

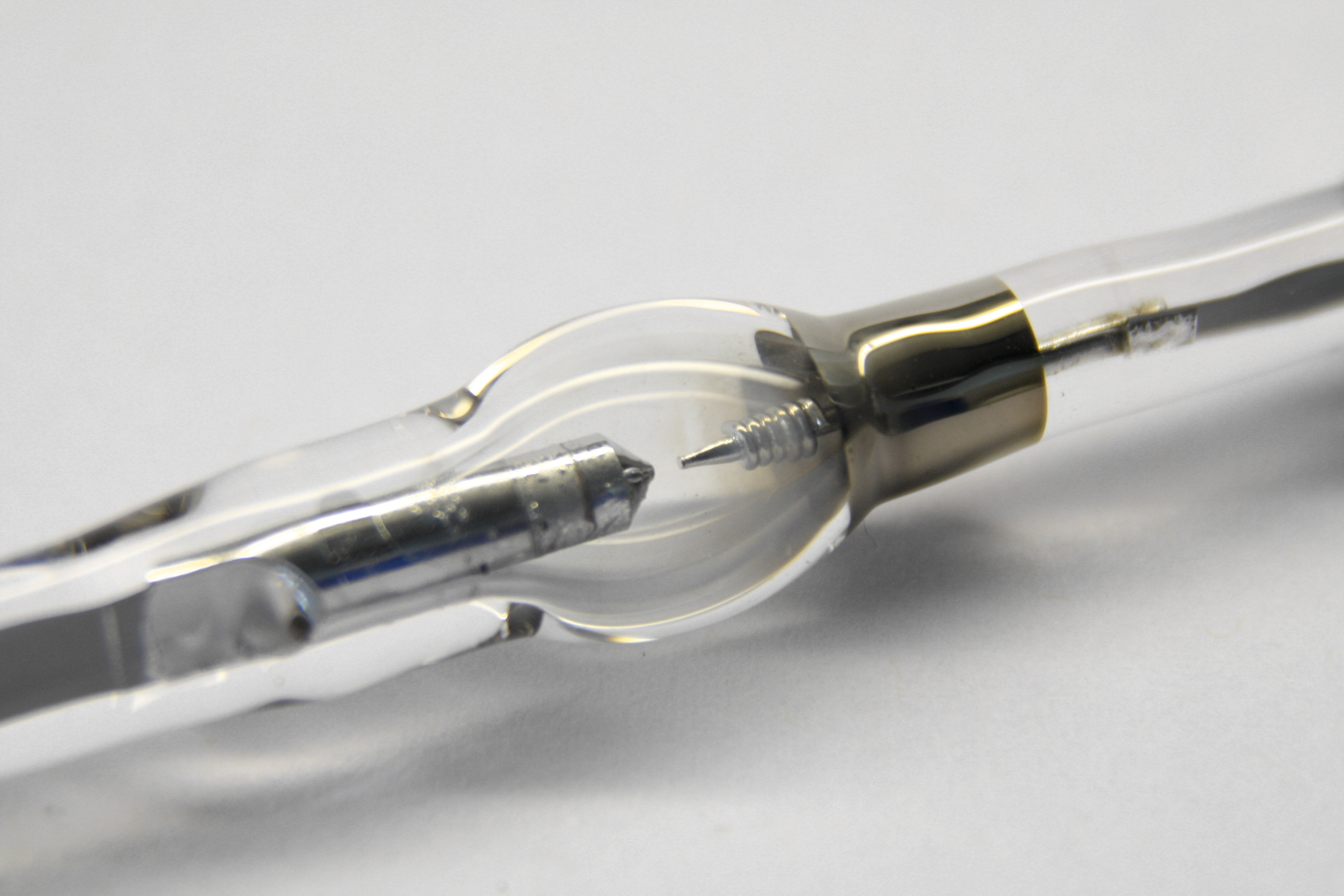
Một đèn hồ quang thủy ngân lấy từ kính hiển vi huỳnh quang.

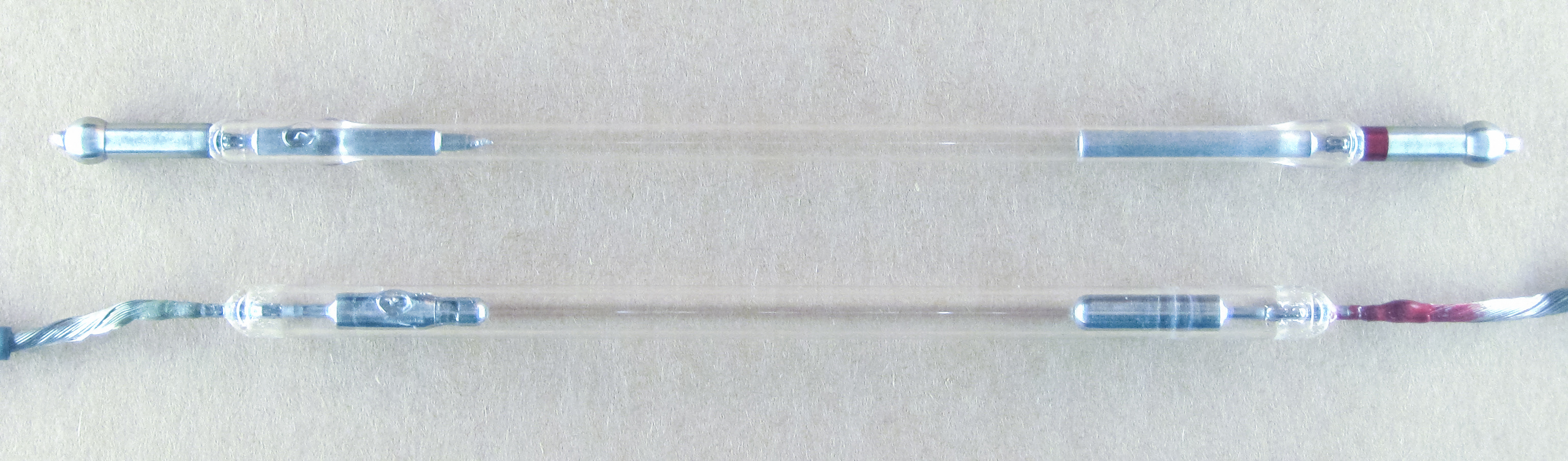
Một đèn hồ quang dài krypton (trên cùng) được hiển thị phía trên một đèn flash xenon. Hai đèn, được sử dụng để bơm laser, rất khác nhau về hình dạng của các điện cực, đặc biệt là cực âm (ở bên trái).

Đèn hồ quang là đèn tạo ra ánh sáng bằng hồ quang điện. Ánh sáng hồ quang carbon, bao gồm một vòng cung giữa các điện cực carbon trong không khí, đã được Humphry Davy phát minh trong thập kỷ đầu tiên của thập niên 1800, là đèn điện trong thực tế đầu tiên. Loại đèn này được sử dụng rộng rãi bắt đầu từ những năm 1870 cho chiếu sáng đường phố và tòa nhà lớn cho đến khi nó được đèn sợi đốt thay thế vào đầu thế kỷ 20. Nó tiếp tục được sử dụng trong các ứng dụng chuyên biệt hơn, nơi cần nguồn sáng cường độ cao, chẳng hạn như đèn rọi và máy chiếu phim cho đến sau Thế chiến II. Đèn hồ quang carbon hiện đã lỗi thời cho hầu hết các mục đích này, nhưng nó vẫn được sử dụng như một nguồn ánh sáng cực tím có cường độ cao.
Thuật ngữ này hiện được sử dụng cho đèn phóng điện khí, tạo ra ánh sáng bởi một vòng cung giữa các điện cực kim loại thông qua một khí trơ trong bóng đèn thủy tinh. Đèn huỳnh quang phổ biến là đèn hồ quang thủy ngân áp suất thấp. Đèn hồ quang xenon, tạo ra ánh sáng trắng cường độ cao, hiện được sử dụng trong nhiều ứng dụng trước đây sử dụng hồ quang carbon, như máy chiếu phim và đèn rọi.

## Sách tham khảo
- Braverman, Harry (1974). Labor and Monopoly Capital. New York: Monthly Review Press.
- MacLaren, Malcolm (1943). The Rise of the Electrical Industry during the Nineteenth Century. Princeton: Princeton University Press.
- Noble, David F. (1977). America by Design: Science, Technology, and the Rise of Corporate Capitalism. New York: Oxford University Press. tr. 6–10.
- Prasser, Harold C. (1953). The Electrical Manufacturers. Cambridge: Harvard University Press.